# Блум, Брайан
Бра́йан Блум (англ. Brian Blume; 12 января 1950, Чикаго, Иллинойс — 27 марта 2020, Elkhorn, Висконсин) — американский разработчик настольных игр, наиболее известный как один из основателей и руководителей компании TSR, Inc., выпускавшей настольную ролевую игру Dungeons & Dragons.

## Биография
Брайан Блум родился в Чикаго, с семи лет начал играть в шахматы, а в 1959 году с военно-исторической настольной игры Gettysburg от компании Avalon Hill началось его увлечение варгеймами. На одном из игровых конвентов GenCon, проходивших в городе Лейк-Дженива, штат Висконсин, Блум познакомился с Гэри Гайгэксом, создателем настольных игр Chainmail и Dungeons & Dragons (D&D).
В 1974 году для продвижения на рынок своей игры D&D Гайгэкс вместе со своим другом детства, Доном Кэем, основал компанию TSR, Inc. Но, поскольку начального капитала (по тысяче долларов с человека) не хватало, чтобы развернуться, Гайгэкс и Кэй взяли Блума третьим партнёром в компанию. В 1976 году Кэй неожиданно скончался от сердечного приступа, его доля в компании перешла к его вдове, с которой, по воспоминаниям Гайгэкса, невозможно было вести бизнес. Поскольку ни у кого из партнёров не было средств для выкупа доли вдовы Кэя, Брайан обратился за помощью к своему отцу, Мелвину Блуму. Вскоре Малвин передал долю Кэя другому своему сыну, Кевину, и компания TSR стала на две трети принадлежать братьям Блум. Братья также включили в совет директоров ещё трех человек, никак не связанных с миром настольных игр, но зато на всех голосованиях безоговорочно поддерживавших Блумов.
В середине 1970-х Блум активно участвовал в процессе разработки игр. Вместе с Гайгэксом он написал два приложения для D&D, Eldritch Wizardry и Swords & Spells, вышедших в 1976 году. В одном из этих приложений был впервые упомянут придуманный Блумом персонаж Векна (чьё имя является анаграммой фамилии фантаста Джека Вэнса), ставший впоследствии одним из наиболее известных злодеев D&D. Вместе с Гайгэксом Блум в 1974 году создал настольный варгейм Warriors of Mars, а через год, уже самостоятельно, варгейм Panzer Warfare на тему Второй мировой войны. В 1975 году вышла созданная Блумом ролевая игра в жанре вестерна Boot Hill.
В начале 1980-х годов на волне успеха D&D Гайгэкс переехал в Голливуд, чтобы заниматься созданием мультсериала по мотивам Dungeons & Dragons. Во время его отсутствия управление TSR перешло к Блумам. Вернувшись в 1984 году, Гайгэкс обнаружил, что компания переживает кризис, а её долг составил 1,5 млн долларов. Он убедил совет директоров TSR, Inc. уволить Кевина Блума и пригласил на должность менеджера Лорейн Уильямс. Из-за конфликта с Гайгэксом Блумы покинули компанию, продав свои доли Уильямс, которая вскоре отстранила Гайгэкса от управления TSR.